# Olivier Masurel
Pour les articles homonymes, voir Masurel.
Olivier Masurel, né en 1980 à  Bayonne et mort accidentellement le 5 mai 2024 à Alcázar de San Juan (Castille-La Manche, Espagne), est un voltigeur aérien français, champion de France de voltige et entraîneur de l’Équipe de France « Advanced » en 2013.

## Biographie
Olivier Masurel, né à Bayonne en 1980, est un compétiteur international de voltige aérienne. Il remporte le Championnat du monde par équipe en 2007, 2013 et 2017 et le Championnat d'Europe par équipe en 2012 et 2016.

### Mort
Olivier Masurel meurt le 5 mai 2024 lors d’un accident aérien. Son avion de voltige Extra 300 percute un vautour lors de son retour du festival aérien de San Javier (Murcie, Espagne) et s’écrase à Alcázar de San Juan (Castille-La Manche, Espagne). Il était âgé de 43 ans.

## Palmarès
2007
- 6e place au général lors de son premier championnat du monde
- Champion du monde par équipe
- Médaille d'argent au programme libre
- Vainqueur de la coupe de France

2009
- 20e place au Championnat du monde

2010
- 6e place au championnat d'Europe
- Vainqueur de la Coupe de France

2011
- Vice-champion du Monde toute catégorie[3],[4]
- Vainqueur du programme libre

2012
- Champion d'Europe par équipe
- Médaille de bronze au classement général
- 4e place au Freestyle
- Champion de France toute catégorie[5],[6],[7]

2013
- Médaille d'argent aux championnats de France à Moulins[8],[9]

2015
- Champion de France de voltige monoplace à Épernay[10].